# Sainab Biischewa
Sainab Abdullowna Biischewa (russisch Зайнаб Абдулловна Биишева, wiss. Transliteration Zajnab Abdullovna Biiševa; geboren am 15. Januar 1908 in Tujembetowo, Gouvernement Orenburg, Russisches Kaiserreich; gestorben am 24. August 1996 in Ufa, Baschkortostan, Russland) war eine baschkirische und sowjetische Schriftstellerin, Dichterin, Dramatikerin und Übersetzerin. Sie gilt als „Volksautorin“ und wurde als zweite Frau 1968 mit dem Salawat-Julajew-Preis ausgezeichnet.

## Leben
Biischewa wurde 1908 im Dorf Tujembetowo geboren. Mit elf Jahren wurde sie Vollwaise, ihre Mutter war 1911 gestorben. Gefördert von ihrem Lehrer und vom Komsomol unterstützt konnte sie an der Baschkirischen Pädagogischen Hochschule in Orenburg studieren. Danach arbeitet Biischewa von 1929 bis 1931 als Lehrerin einer Dorfschule. Im Jahr 1930 veröffentlichte sie ihre erste Geschichte „Zwischen Wasserfällen“.
Nach Weiterbildungskursen in Ufa wurde Biischewa 1931 Herausgeberin des Baschkirischen Buchverlags und der Zeitschrift «Пионер» (Pionier). In den folgenden Jahren leitete sie den Bereich Kinderliteratur des Verlags und arbeitete in verschiedenen Redaktionen von Zeitungen und des Baschkirischen Rundfunks.
Biischewas erstes Buch über einen jungen Partisanen wurde 1942 veröffentlicht. Seit 1946 Mitglied im Unionsverband der Schriftsteller der UdSSR, begann sie 1951 vollberuflich als Schriftstellerin zu arbeiten. Über 60 ihrer Bücher wurden in Sprachen der Völker der Sowjetunion veröffentlicht. Biischewa wurde von den baschkirischen Schriftstellern zum Vorstandsmitglied gewählt und vertrat den Verband als Delegierte auf vielen Kongressen.
Sainab Biischewa starb am 24. August 1996 im Alter von 88 Jahren in Ufa.

## Auszeichnungen und Ehrungen
Im Jahr 1990 wurde Sainab Biischewa der Titel „Volksautor von Baschkortostan“ verliehen. Nach Chadija Dawletschina, die den Preis 1967 posthum bekam, wurde ihr als zweite Frau 1968 mit dem Salawat-Julajew-Preis der Staatspreis der Baschkirischen ASSR verliehen. Sie erhielt dreimal das Ehrenzeichen der Sowjetunion «Знак Почета».
Nach Biischewa wurden in Ufa sowie in anderen Städten und Orten Straßen benannt, eine weiterführende Schule und eine Kunstschule für Kinder tragen ihren Namen. In ihrem Geburtsort wurde ein Museum eingerichtet. Der Rajon Kugartschinski stiftete 1998 einen jährlich zu vergebenden Sainab-Biischewa-Preis für Literatur.

## Werk
Biischewas bedeutendstes Werk ist die Trilogie „Dem Licht entgegen“ (1956–1969) mit den Romanen „Gedemütigt“, „Am großen Ik“ und „Jemesch“. Sie übersetzte die Werke russischer Autoren, wie beispielsweise Iwan Turgenew, Lew Tolstoi, Sergei Aksakow, Anton Tschechow und Maxim Gorki, in die baschkirische Sprache. Ihre dramatischen Werke wurden auf vielen Bühnen erfolgreich aufgeführt.

### Werke (Auswahl)
- «Мальчик-партизан», 1942.
- «Униженные», 1959.
- «У Большого Ика», 1967.
- «Емеш», 1969.